# Otiothops payak
Otiothops payak là một loài nhện trong họ Palpimanidae. Loài này được phát hiện ở Argentinië.